# Juliette Dodu
Pour les articles homonymes, voir Dodu.
Lucie Juliette Dodu (Saint-Denis (La Réunion), 15 juin 1848 – Clarens, 28 octobre 1909) est une héroïne de la guerre de 1870.

## Biographie

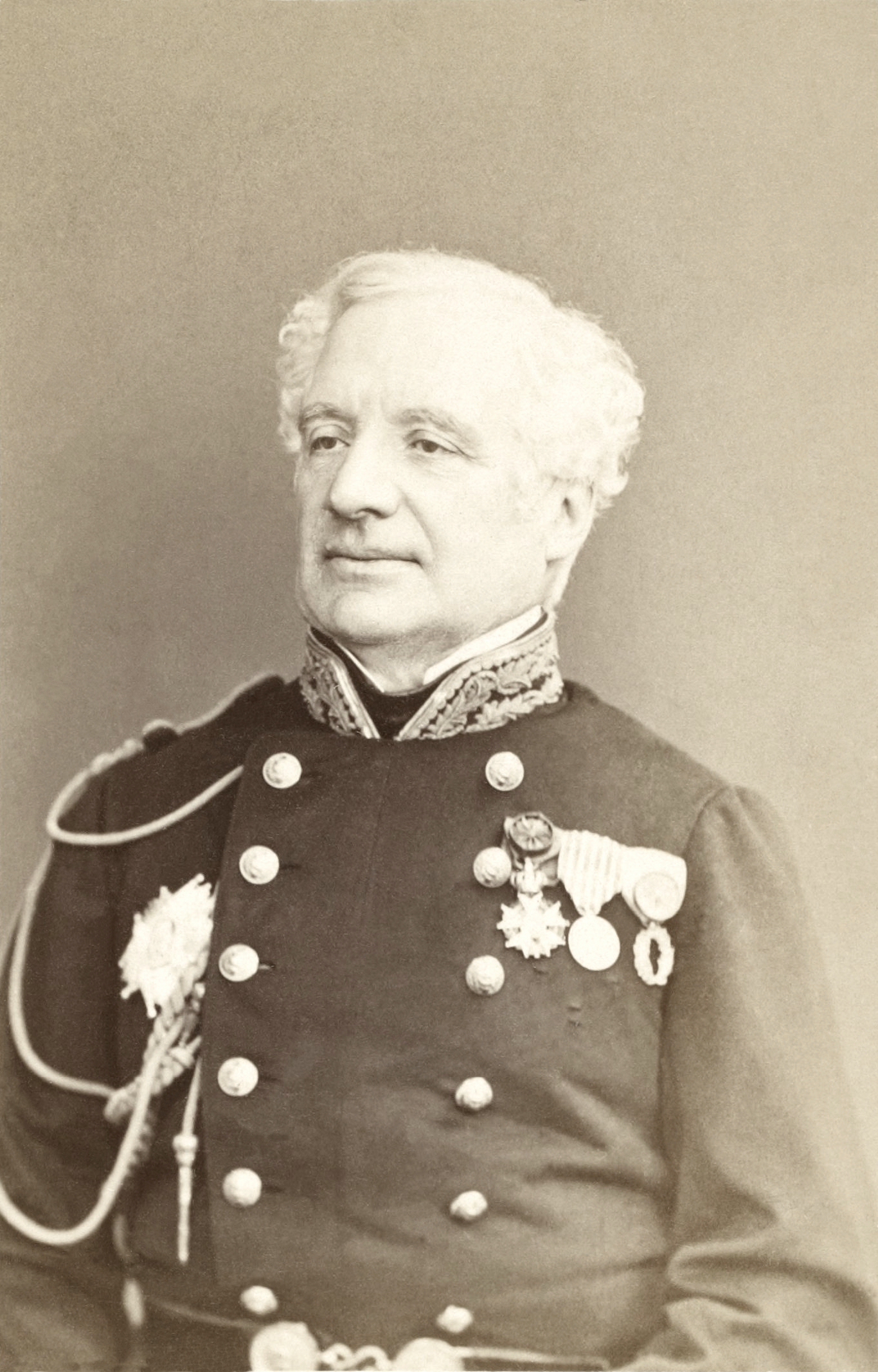
Félix Hippolyte Larrey, qui fut son compagnon et lui légua sa fortune.

Elle naît à La Réunion, d’une famille originaire du département de l’Indre.
Deux ans après sa naissance, son père meurt de la fièvre jaune.
Sa mère, Augustine Desaiffre de Pellegrin, institutrice se remarie et donne naissance à Camille, future épouse d'Odilon Redon. Après une enfance ballotée entre la Réunion et la métropole, Juliette Dodu, qui a obtenu son brevet de capacité d'institutrice, revient définitivement en France en 1869.
Elle réussit alors le concours de surnuméraire de l'administration du télégraphe, et est nommée à Sospel, dans les Alpes Maritimes, où elle ne reste que quelques mois. Le 15 avril 1870, elle prend la direction d’un bureau télégraphique à Pithiviers (Loiret) où elle travaille avec un employé.

### Actions contre l'occupant prussien en 1870
Juliette Dodu s'est illustrée au cours de la guerre de 1870,, : Les Prussiens investissent Pithiviers une première fois le 20 septembre 1870. Juliette informe les autorités françaises à Orléans de cette arrivée, avant de cacher son appareil de télégraphie pour qu'il ne tombe pas aux mains de l'ennemi. Le 8 octobre, au départ des prussiens, elle rétablit les communications.
A la fin novembre, le prince Frédéric-Charles de Prusse installe son quartier général à Pithiviers. Juliette dissimule à nouveau son appareil de télégraphie, et, avec sa mère, vole un rouleau de fil télégraphique pour retarder l'installation du matériel allemand. Le bureau du télégraphe est occupé par les prussiens. Madame Dodu et sa fille ne logent plus qu'au premier étage de la maison du télégraphe. Le fil du télégraphe passant dans sa chambre, la jeune fille de vingt-deux ans a alors l’idée de bricoler une dérivation. Ayant conservé un appareil récepteur, elle peut ainsi intercepter les dépêches des occupants.
Pendant dix-sept jours, la jeune fille fait parvenir ces dépêches aux autorités françaises sans que les Prussiens ne le remarquent, sauvant ainsi la vie des 40 000 soldats du général Aurelle de Paladines. Le montage de la dérivation découvert, les Prussiens traduisent Juliette Dodu devant la cour martiale où elle est condamnée à mort, mais l’armistice est signé avant son exécution, et Juliette Dodu est graciée puis libérée par le prince Frédéric-Charles de Prusse qui demande à lui serrer la main.

### Un récit controversé
L'historienne Yannick Ripa note que « des doutes subsistent sur la réalité de ses exploits. »
Le décret no 1942 du 8 décembre 1870 accorde à Juliette une mention honorable ainsi qu’à 20 autres employés et agents du service télégraphique : des employés des Postes furent utilisés pour aider l’armée dans l’usage du télégraphe.
En 1877, cette mention est transformée administrativement en médaille militaire pour Juliette Dodu.
En 1873, Juliette Dodu est responsable du bureau télégraphique d'Enghien-les-Bains, où elle fait la connaissance du patron du Figaro, Hippolyte de Villemessant. Le 26 mai 1877 paraît dans ce journal, la première version connue de la légende Dodu.
Le Courrier du Loiret, dont un exemplaire est disponible à la bibliothèque de Bièvres, a consacré un dossier à Juliette Dodu, en 1984. Selon son auteur, « l’épouse du maréchal de France (président Mac-Mahon) était une féministe convaincue. Il n'est pas impensable que le texte de la nomination de Juliette Dodu dans l'ordre de la Légion d'honneur, l'ait été sur son intervention ».
Selon Guy Breton dans son ouvrage Les Beaux mensonges de l’histoire, toute l’histoire de Juliette Dodu ne serait en fait qu'une fable montée de toutes pièces par le journaliste du Figaro qui signait Jean de Paris dans un article du 26 mai 1877, agissant pour Villemessant, son directeur. Effectivement ce n'est que sept ans après les faits que l'on entend parler de Mme Dodu. Guy Breton cite en référence le général Aurelle de Paladines, commandant en chef de l'armée de la Loire, qui ne mentionne nulle part cet héroïque sauvetage de son armée. Le lieutenant-colonel Rousset, auteur d'une Histoire de la guerre franco-allemande 1870-1871, n'y fait aucune référence, alors qu'il fourmille de détails allant jusqu'à l'épaisseur de la neige ou l'état du ciel. Pas plus que le rapport de M. Steenackens, directeur des Postes et Télégrammes de l'époque, qui décrit tous les actes de résistance de ses employés durant cette guerre.
Cependant, Guy Breton ne date pas les faits et oublie de préciser qu'à l'époque des faits, Aurelle de Paladines n'était pas encore général de l'armée de la Loire. Il le devient mi octobre. Cela pouvant expliquer l'absence de Juliette Dodu dans ses écrits. Aussi, Juliette Dodu n'est pas la seule femme absente de l'Histoire de la guerre franco-allemande 1870-1871. Paule Minck ou Jane Dieulafoy, dont la résistance aux Prussiens est vérifiable, n'y figurent pas non plus. Guy Breton affirme que Juliette Dodu n'a rien fait, mais il ne peut le montrer. Il prouve simplement que le récit héroïque officiel n'est pas exactement le reflet de la vérité. Il souligne par exemple les incohérences de ce récit épique : les Prussiens avaient quitté Pithiviers trois semaines avant les faits relatés, et il était impossible de capter au son un message chiffré en langue allemande et passé en morse puis de le retransmettre sans erreur. Ceci supposait une grande connaissance non seulement de la langue mais aussi des codes militaires prussiens. De plus, personne ne possédait à Pithiviers les codes prussiens. Il n'y a pas non plus trace de la condamnation à mort de Juliette Dodu ni de sa grâce. Ceci amène l'auteur à s'interroger sur une possible mystification de Villemessant, qui obtint la Légion d’honneur pour une fausse héroïne à une époque où, juste après la Commune et la perte de l'Alsace-Lorraine, la France avait besoin de héros.
En 1959, l’historien Hippolyte Fouques apporte la preuve que des communications émanant du commandement allemand ont effectivement été captées puis relayées aux troupes françaises, leur permettant d’éviter un encerclement. Un premier décret honorant la jeune femme est émis le 8 décembre 1870, soit très peu de temps après les faits, ce qui tend à confirmer l’authenticité de son intervention dans le domaine du renseignement,.

### Carrière et vie privée après 1871
Juliette devient ensuite directrice du bureau télégraphique de Montreuil-sous-Bois.
Vers 1875, elle entre en relation avec le baron Félix Hippolyte Larrey, médecin chef de l’armée, fils du célèbre Larrey et hérite de sa fortune (dont son petit château de Bièvres).
Son histoire de Pithiviers a été connue à cette époque par l'intermédiaire du Figaro du 26 mai 1877, diffusant une version selon laquelle vers la fin du mois de novembre 1870 elle aurait intercepté une dépêche télégraphique allemande grâce à un appareil télégraphique qu'elle aurait subtilisé, risquant ainsi la peine de mort et prenant par là figure d’héroïne.
En 1880, elle devient inspectrice des écoles et salles d’asile, poste supprimé en 1885 à la suite d'une réduction d'effectifs.
En 1891, elle publie, sous le pseudonyme de Lipp, l’Éternel Roman, un ouvrage consacré à George Sand.
En 1895, elle s'installe à Bièvres, dans un pavillon légué par le baron Larrey.
Elle meurt, le 28 octobre 1909 , chez le peintre Odilon Redon, son beau-frère, à Clarens dans le canton de Vaud et reçoit des funérailles nationales.

### Médaille militaire
Si Juliette Dodu a bien reçu une médaille militaire le 30 avril 1877, c'est Marie-Angélique Duchemin qui fut, le 15 août 1851, la première femme à recevoir la Légion d'honneur à titre  militaire car elle faisait partie de l'armée  en tant que cantinière alors que Juliette Dodu n'a jamais été engagée officiellement dans l'armée. Juliette Dodu, elle, obtiendra la Légion d'honneur en juillet 1878, alors qu'elle était directrice de la station télégraphique de Montreuil-sous-Bois, pour ses exploits de 1870 à titre civil et non à titre militaire,.

## Hommages et représentations
- Médaille militaire (1877)
- Chevalier de la Légion d'honneur (décret du 30 juillet 1878[17]).

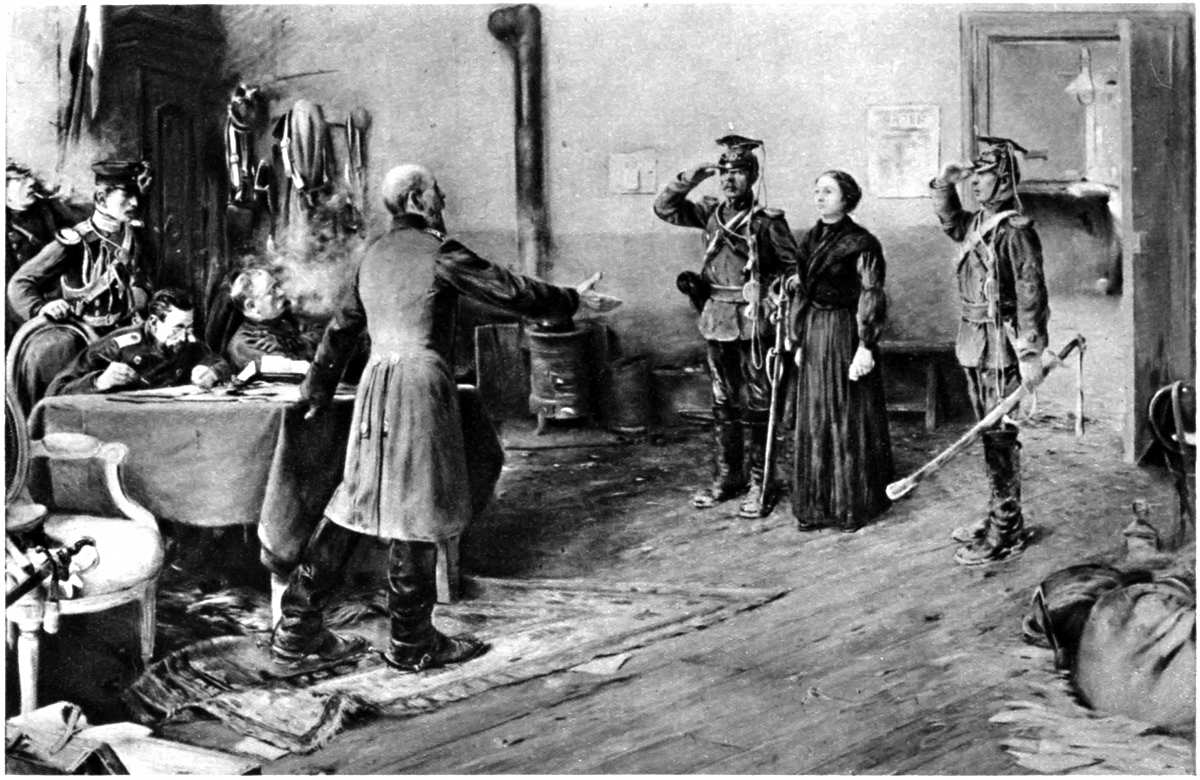
Juliette Dodu en 1870, peinture d'Ernest Jean Delahaye (photo publiée avant 1910).

- Peinture par Ernest Jean Delahaye, Salon de 1910.
- Portrait (estampe) par Odilon Redon.
- Rue  et Square Juliette Dodu à Paris
- Prison Juliette-Dodu, située rue Juliette-Dodu à Saint-Denis de La Réunion
- Plusieurs rues portent son nom en banlieue et en province : au Havre, à Montreuil et à Saint-Denis de La Réunion, où on recense aussi un collège public qui l'honore.
- Une plaque sur sa maison natale à Saint-Denis de la Réunion.
- La tombe de Juliette Dodu se trouve au cimetière du Père-Lachaise, 28e division, non loin de celle du baron Larrey.
- Une statue à son éffigie, œuvre de la duchesse d'Uzès, est visible à Bièvres, commune où Juliette Dodu vécut  à partir de 1895.
- Un buste d'elle est conservé au musée de Pithiviers.
- Un timbre postal, au tarif courant 0,56 €, a été émis en 2009 pour le centième anniversaire de sa mort. Le livre des timbres 2009 reprend la version classique des événements de Pithiviers.
- En 1913, la star allemande Henny Porten joue le rôle de Juliette Dodu dans le film muet allemand Héroïsme d'une Française.